# Дигидроортофосфат аммония
Дигидроортофосфа́т аммо́ния или мо́ноаммо́нийфосфа́т — неорганическое соединение, кислая соль аммония и ортофосфорной кислоты с формулой {\displaystyle {\ce {NH4H2PO4,}}} порошок из бесцветных прозрачных кристаллов, хорошо растворимый в воде. Не образует кристаллогидратов.
Пищевая добавка Е342 — антиоксидант и регулятор кислотности. Применяется также в качестве комплексного удобрения, в оптике, электронике.

## Получение
Нейтрализацией концентрированной ортофосфорной кислоты разбавленным раствором аммиака:
{\displaystyle {\ce {H3PO4 + NH3 -> NH4H2PO4}}}.

## Физические свойства
Дигидроортофосфат аммония образует бесцветные прозрачные кристаллы тетрагональной сингонии, пространственная группа I 42d, параметры ячейки a = 0,750 нм, c = 0,755 нм, Z = 4.
Хорошо растворим в воде, кристаллизуется из неё в виде безводной соли. Практически не растворим в этаноле, не растворим в ацетоне.

## Химические свойства
При нагревании разлагается с выделением разных соединений, зависящих от температуры нагрева:
{\displaystyle {\ce {2 NH4H2PO4 ->[140\ ^{{\ce {o}}}{\ce {C}}] (NH4)2H2P2O7 + H2O,}}}
{\displaystyle {\ce {3 NH4H2PO4 ->[170\ ^{{\ce {o}}}{\ce {C}}] (NH4)3H2P3O10 + 2 H2O,}}}
{\displaystyle {\ce {NH4H2PO4 ->[190\ ^{{\ce {o}}}{\ce {C}}] NH4PO3 + H2O}}} — полифосфат аммония и вода,
{\displaystyle {\ce {NH4H2PO4 ->[250\ ^{{\ce {o}}}{\ce {C}}] HPO3 + NH3 + H2O}}} — метафосфорная кислота, аммиак и вода.
Разлагается щелочами c образованием ортофосфатов, аммиака и воды:
{\displaystyle {\ce {NH4H2PO4 + 3 NaOH -> Na3PO4 + NH3 + 3 H2O}}}
Реагирует с раствором аммиака:
{\displaystyle {\ce {NH4H2PO4 + NH3 -> (NH4)2HPO4}}} - гидрофосфат аммония,
{\displaystyle {\ce {NH4H2PO4 + 2 NH3 -> (NH4)3PO4}}}.
Вступает в обменные реакции с образованием ортофосфатов, аммиачной селитры и ортофосфорной кислоты. Пример взаимодействия с раствором нитрата серебра:
{\displaystyle {\ce {3 NH4H2PO4 + 3 AgNO3 -> Ag3PO4 v + 3 NH4NO3 + 2 H3PO4}}}.

## Применение
- Сельское хозяйство:
  - Основной компонент удобрения аммофос. Также входит в состав других комплексных удобрений.
  - Компонент инсектицидов и гербицидов.
  - Кормовая добавка для скота.
- Пищевая промышленность:
  - Усилитель брожения в виноделии и пивоварении.
  - Регулятор кислотности, для обработки муки, разрыхлитель теста.
- Химическая промышленность:
  - Производство моющих средств.
  - Компонент флюсов при пайке цветных металлов (олова, бронзы, цинка).
  - Компонент противопожарных средств (входит в состав порошка АВС в сухих огнетушителях), антипиренов (для пропитки древесины, бумаги, тканей).
  - Химический реактив (для изготовления буферных растворов, элюентов для хроматографии, реагент в химическом анализе).
- Монокристаллы используются как пьезоэлектрики, сегнетоэлектрики и оптические материалы с нелинейными свойствами.